# Шельма (Marvel Comics)
Ше́льма (также встречается перевод Роуг, настоящее имя — Анна-Мари ЛеБо, англ. Rogue, Anna Marie LeBeau; во вселенной Ultimate Marvel — Мэриан Карлайл, англ. Marian Carlyle) — супергероиня, является постоянным членом Людей Икс. Она присутствует во многих анимационных сериалах и видеоиграх о Людях Икс, а также в кинотрилогии «Люди Икс», в которой её роль исполнила актриса Анна Пэкуин.
В 2006 году Шельма заняла 5 место в списке «25 лучших Людей Икс».

## История персонажа

### Ранние годы
История Шельмы начинается в Калдекотте, вымышленном округе штата Миссисипи. Её родители, Оуэн и Присцилла, поженившись ещё молодыми, жили в хиппи-коммуне, где она и родилась. Хотя этот брак и не был надёжным, Присцилла и её младшая сестра Керри любили маленькую Анну-Мари.
Члены коммуны интересовались мистицизмом американских индейцев. Они убедили одного из шаманов помочь им найти мистическое место под названием «Далёкие Берега», где, как они считали, сбудутся все их мечты. В ходе ритуала, в котором участвовали родители Шельмы, Присцилла исчезла, и Оуэн отдал Анну-Мари на воспитание Керри. Та, опечаленная утратой сестры, была строгим и авторитарным воспитателем. Анна-Мари росла непокорным ребёнком и была в плохих отношениях со своим отцом. В какой-то момент, по не ясным до конца причинам, она убежала из дома, будучи ещё совсем юной, взяв себе псевдоним «Шельма» (англ. «Rogue» — изгой).
Шельма знакомится с парнем по имени Коди Роббинс. Во время флирта, Коди целует Шельму, и в этот момент её скрытые способности мутанта к поглощению чужой жизненной энергии впервые дают о себе знать. Этот случай травмирует Шельму, заполоняя её разум воспоминаниями и мыслями Коди, а сам Коди впадает в кому, из которой ему так и не удаётся выйти. Осознав, что лишена возможности безопасно прикасаться к другим людям, Шельма начинает носить больше одежды, чтобы в дальнейшем предотвратить нежелательные прикосновения.
Вскоре после этого девушку находит и удочеряет Мистик, нашедшей её по совету своей лучшей подруги-мутанта Судьбы. С течением времени Мистик удаётся преобразовать её одиночество, отчаяние и зависть к остальным в гнев и завербовать её в Братство Мутантов.

### Братство Злых Мутантов
После того, как проявляется мутация Шельмы, Мистик начинает принуждать девушку к принятию участия в компаниях и терактах Братства Мутантов. Поначалу Шельма отказывается, желая жить обычной жизнью, но после случая с Коди, осмелившегося неожиданно её поцеловать, она бросает попытки жить нормально и начинает участвовать в планах Мистик.
Шельма и Мистик какое-то время общаются с мутантом по имени Слепое Пятно (Blindspot), способность которой — вычёркивать события из памяти других людей — каким-то образом противодействует мутации Шельмы, что позволяет им безвредно прикасаться друг к другу. Слепое Пятно и Шельма становятся близкими друзьями. Когда Мистик решает разорвать профессиональные отношения со Слепым Пятном, та стирает память Мистик и Шельмы.

### Мисс Марвел
Когда в Братстве Мутантов дебютирует новый отряд Мистик — Пиро, Пузырь и Лавина, — Судьба советует ей держать Шельму подальше от участия в деятельности Братства. Этот совет становится весьма полезным, когда некоторые из членов нового Братства — включая саму Судьбу — попадают под арест и заключаются под стражу в тюрьме. 
Далее во временной линии комикса встречается противоречие:
- В Avengers Annual № 10, в котором Шельма сначала появляется как часть плана Мистик по освобождению Судьбы и других членов Братства, Шельма атакует и поглощает силу Кэрол Денверс (тогда Мисс Марвел была в отставке и жила в Сан-Франциско) для того, чтобы использовать её способности при освобождении своих союзников[7].
- Однако, в Marvel Super Heroes № 11 (вероятно, для того, чтобы показать действия Шельмы менее отрицательными) Судьба видит будущее, в котором Мисс Марвел угрожает безопасности Шельмы. Шельма случайно узнаёт об этом и решает разыскать Мисс Марвел, чтобы разобраться с ней самостоятельно.

Так или иначе, Шельма атакует Кэрол прямо на пороге её дома, когда та возвращается из магазина. Она намеренно прикасается к ней и поглощает её силы и память. Вдруг что-то идёт не так. Шельма получает слишком много от Мисс Марвел, навсегда овладевая её способностями и памятью. Кэрол тут же впадает в глубокую кому. Внутри разума Шельмы, её собственная личность сталкивается с личностью Кэрол, из-за чего ей становится трудно различать свои мысли и воспоминания от чужих. Крича "Убирайся из моей головы!", Шельма сбрасывает тело Кэрол с моста «Золотые Ворота». Женщина-паук, оказавшаяся на месте событий, спасает её. В дальнейшем Кэрол удаётся в какой-то степени оправиться после произошедшего, частично восстановить память и продолжить жить дальше. С тех пор Шельма чувствует огромную вину из-за случившегося. Эти переживания преследует её и по сей день. Она не раз даёт знать, в том числе и самой Кэрол, что не хотела разрушать её жизнь, так как рассчитывала, что заимствование будет временным, как это происходит почти всегда.

### Люди Икс
Шельма всё больше теряет возможность различать, какие из мыслей и воспоминаний в её голове принадлежат Кэрол Денверс, а какие — ей самой. Помимо этого, чем больше она пользуется своей силой, тем больше её разум заполняется ментальными "эхо" тех, к кому она прикасается. Если большинство этих фрагментов не представляют большой опасности для неё, то личность Мисс Марвел практически так же сильна, как и личность самой Шельмы. Это приводит к тому, что время от времени Мисс Марвел берёт контроль над телом Шельмы. Страшась за свой рассудок, Шельма обращается за помощью к Чарльзу Ксавье. Он оказывается неспособен телепатически просканировать её, так как после контакта с Мисс Марвел разум Шельмы находится в двойственном состоянии. Тем не менее, Чарльз соглашается не только помочь ей, но и сделать её испытательным членом команды Людей Икс. Почти все остальные Люди Икс относятся к ней отрицательно и крайне недоверчиво. Они даже угрожают уйти из команды, если она будет принята, но Чарльз убеждает их остаться. Незадолго после того, как Шельму принимают в состав Людей Икс, она вновь встречает Кэрол, которая на тот момент тоже обращается за помощью к Чарльзу Ксавье. Присутствие Шельмы вызывает у Кэрол ярость, и она решает покинуть Людей Икс.
Команда воссоединяется с Росомахой в Токио, где его суженая, Марико Яшида, приветствует Шельму с большей теплотой, чем её собственные союзники. В дальнейшем эта доброта мотивирует Шельму защитить Марико от смертельного выстрела собственным телом. Чувствуя перед Шельмой долг за спасение его суженой, Логан предлагает ей позаимствовать его исцеляющий фактор, чтобы спасти её жизнь. Она отказывается, аргументируя это тем, что он может умереть, но таким образом она лишь больше завоёвывает его доверие, и Логан прикасается к ней, несмотря на её отказ. Несколько глав спустя, Шельма использует свои силы на сильно израненом Колоссе, добровольно оставив себя в твёрдом, расплавленном состоянии, в котором он находился, что причиняет ей огромную боль. Это позволяет морлоку Целителю излечить его раны. Эти два поступка позволяют ей наконец завоевать доверие Людей Икс.
Шельма натыкается на сообщение от бывшего возлюбленного Кэрол Дэнверс, Майкла Росси, что провоцирует личность Кэрол взять контроль. Она вторгается в Геликарриер Щ.И.Т.а, чтобы спасти Майкла. Шельма пытается сопротивляться, что вызывает внезапные "переключения" между двумя личностями. Хотя она в итоге и возвращает себе контроль над своим телом, этот случай оставляет её потрясенной чувством вины за то, что она сделала с Кэрол.

### Мстители Отряд Единства
Шельма является регулярным персонажем Uncanny Avengers (2012), начиная с выпуска № 1.

### Серия комиксов Мистер и Миссис Икс
В серии комиксов Мистер и Миссис Икс (Mr. & Mrs. X #1-12) Шельма научилась контролировать свои способности.

## Способности
Шельма является мутантом и обладает способностью поглощать психические особенности и способности другого человека, сверхчеловека, мутанта или представителя многих других разумных видов (за исключением отдельных случаев, которая прошла с одним инопланетянином) через прикосновение «кожа к коже». Она может поглощать воспоминания, знания, умения, навыки, черты личности и различные способности (сверхчеловеческие и не только) того, к кому она прикасается, время от времени также перенимая физические характеристики жертвы. Этот процесс носит характер заимствования, а не копирования, поэтому жертва зачастую может быть истощена или лишена сознания, а её силы и воспоминания могут быть временно ослаблены или потеряны. Сила Шельмы постоянно активна, что делает её неспособной прикасаться к другим, не провоцируя при этом процесс поглощения. Хотя всё же существуют некоторые исключения, к примеру существа, обладающие необычайной силой, позволяющей им просто-напросто отключить способности Шельмы.
Обычно заимствование способностей носит временный характер. Период его длительности зависит от того, как долго длился контакт. Если он будет слишком долгим, то заимствование может стать постоянным, едва не убивая жертву, как в случае с Мисс Марвел. Кэрол боролась с процессом поглощения, о чём свидетельствовала Шельма какое-то время спустя после их инцидента - это также могло служить причиной того, что заимствование стало постоянным. Обычно, когда поглощённая личность возвращается в своё исходное тело, вместе с ней возвращается и всё остальное (воспоминания, силы и т.д.). Однако, остатки, или же "эхо" личностей жертв Шельмы остаются скрытыми в её подсознании на неопределённый срок. Обычно они слишком незначительны, чтобы подавить Шельму, как могла делать личность Мисс Марвел, но время от времени они всё же могут давать о себе знать.[источник?]
Вместе с тем, как Шельма поглощает чьи-либо психические особенности, время от времени существует риск того, что личность жертвы станет подавляющей. Уровень этого риска зависит от того, насколько сильна психика жертвы в целом, и насколько ослаблены на текущий момент жертва и сама Шельма. Некоторые необычайно психически сильные существа могут без особого труда побороть Шельму. Это может привести к различным последствиям, таким как: нервный срыв из-за переизбытка сил и личностей, потеря контроля над своим телом и поглощёнными способностями и т.д.
Есть основания полагать, что неспособность Шельмы контролировать свои силы имеет психологическое начало. В те моменты, когда личность Мисс Марвел получала контроль над телом Шельмы, она могла прикасаться к другим без вреда. Это было подтверждёно, когда выяснилось, что способности Шельмы к поглощению так и не развились дальше стадии своего первоначального проявления. Профессор Ксавье позднее исправил это, телепатически устранив ментальные барьеры, препятствовавшие развитию её способностей. После этого Шельма не только становится способной безопасно прикасаться к другим, но и приобретает определённый уровень контроля над своими силами. Отныне, если тот, к кому она прикасается, соглашается на заимствование, то процесс поглощения становится полностью подвластен Шельме, позволяя ей контролировать, что именно она заимствует и в каком объёме. Если жертва не соглашается на заимствование, то процесс поглощения происходит так же, как и всегда. Даже при согласии жертвы, процесс заимствования всё ещё остаётся для неё неприятным и ослабляющим, но благодаря согласию он становится намного более безопасным, как для неё, так и для самой Шельмы. Это позволяет ей почти безвредно заимствовать способности своих союзников, будучи свободной от необходимости перемешивания их мыслей и воспоминаний с её собственными. Однако, этот период контроля в определённый момент подходит к концу, и силы Шельмы возвращаются в своё изначальное состояние, делая её вновь неспособной безопасно прикасаться к чужой коже.
Помимо собственных способностей к поглощению, у Шельмы зачастую наблюдаются способности к полёту, а также сверхчеловеческой силе, прочности и выносливости. Изначально эти способности были позаимствованы на постоянной основе от Мисс Марвел, многие года оставаясь у Шельмы. В определённый момент они были потеряны и какое-то то время отсутствовали, но в дальнейшем Шельме удалось позаимствовать схожие способности от Чудо-человека, также на постоянной основе.
Также, за исключением сверхчеловеческих способностей, Шельма владеет искусством рукопашного боя.

## Альтернативные версии

### Эра Апокалипсиса
В реальности Эпохи Апокалипсиса Мистик приводит Роуг к Магнето и его Людям Икс для обучения её способностям. Вскоре после этого Роуг будет сражаться против Немезиды, сына Апокалипсиса (который позже стал Холокостом) вместе с Алой Ведьмой, и станет свидетелем смерти последней. В течение следующих нескольких лет Роуг проявлял влечение как к Гамбиту, так и к лидеру Людей Икс, Магнето. В конечном итоге она стала романтически связанной с Магнето после того, как он разработал способ для них прикоснуться, окружив его тело плотной электромагнитной «оболочкой», которая не позволяла ей на самом деле контактировать с его кожей, при этом все ещё чувствуя себя так. Позже у них родился сын по имени Чарльз, в честь самого Чарльза Ксавьера, убитого Легионом, целью которого на самом деле был сам Магнето. Вселенная Эры Апокалипсиса, как выяснилось позже, сохранилась благодаря действиям Джин Грей. Роуг и Магнето вместе с Людьми Икс этой реальности продолжают свою жизнь. Версия Роуг в этой реальности обладала неконтролируемыми способностями к поглощению и постоянно обладала примерно половиной магнитных способностей Полярис. В отличие от своего мужа Магнето и самой Полярис, Роуг, похоже, предпочитала использовать эти способности для полета и увеличения своей физической силы и выносливости до сверхчеловеческих уровней.

### Ultimate Marvel

Ultimate Шельма

В Ultimate Comics X-Men полное имя Шельмы раскрывается как Мэриан Карлайл (англ. Marian Carlyle). В этой вселенной Шельма впервые появилась в организации Оружие Икс. Когда организацию закрыли, она присоединилась к Людям Икс. В одной из миссий она уходит из команды с мутантом по прозвищу Гамбит. В Лас-Вегасе её бывший друг по Оружию Икс Джаггернаут пытался силой заставить Шельму полюбить его. Гамбит помешал ему, но сам трагически погиб. Перед смертью он попросил Шельму поцеловать его, и после этого рокового поцелуя она обменяла свои способности на его (временно). Затем она возвращается обратно в институт, начинает встречаться с Бобби Дрейком. Во время Ультиматума участвовала в обороне института Ксавьера. После объявления мутантов вне закона Шельма кинулась в бега. Кроме того она ударилась в религию и стала часто посещать церковь. Виной Ультиматуму и смерти Человека-Паука она считает Гнев Божий за то, что в Людях Икс встретились Ангел и Ночной Змей. Когда правительство решила использовать Стражей для охоты на мутантов, то Шельма объединяется с Китти Прайд, Человеком-льдом, Человеком-факелом и Джимми Хадсоном против Уильяма Страйкера, организатора охоты на мутантов.
Однако оказалось, что Страйкер сам является мутантом, способный контролировать машины, после того как Китти его убивает, он переносит своё сознание в Стражей, которые вскоре захватили контроль над Америкой. Однако Китти решает положить конец Стражам, и Шельма с Джимми и Бобби решают поддержать её в битве. Им также помогает Ник Фьюри, который всё это время оказывал помощь брошенным мутантом. Однако, сама Шельма не участвовала в битве против Стражей, так как остается в убежище наедине с мутантов по имени Квентин, у которого иммунитет к её силе. После того как группа мутантов Китти одержали победу над Стражами, то новый президент Капитан Америка в знак благодарности предложил мутантам два решения: лекарство от способностей или клочок земли, Квентин выбрал лекарство, а Шельма вместе с двадцатью мутантами транспортируется на их новое место поселение (Утопия).

## Вне комиксов

### Мультсериалы
- «Люди Икс»

В этом сериале Шельма является одним из главных персонажей. Помимо своих собственных способностей, она может летать и обладает необычайной физической силой и выносливостью. Объяснение этому приводится в серии, посвящённой истории жизни Шельмы до вступления к команду Людей Икс. Сюжет этой серии во многом повторяет историю Шельмы из комиксов. Из неё мы узнаем, что Шельма была приёмной дочерью Мистик и состояла в Братстве Мутантов. Во время одной из миссий Мистик требует от Шельмы прикоснуться к Мисс Марвел и держать её, не отпуская. Шельма слушается её, в результате чего контакт оказывается слишком длительным и способности и воспоминания Мисс Марвел переходят к Шельме насовсем, а сама Кэрол впадает в длительную кому. После этого случая образ Мисс Марвел, заключённый в разуме Шельмы, начинает преследовать её, заставляя её испытывать кошмары наяву. Из-за этого Шельма решает обратиться за помощью к Профессору Ксавье, впоследствии покидая Мистик и присоединяясь к Людям Икс.
Шельма испытывает взаимные романтические чувства к Гамбиту. Однако, их отношения усложняются из-за её способностей, лишающих её возможности прикасаться к чьей-либо коже без вреда для них.
- «Человек-паук»

Шельма (в русском переводе - Плутовка) появляется в 4 и 5 серии второго сезона мультсериала «Человек-паук» вместе с остальными Людьми Икс. Её способности такие же, как и в мультсериале «Люди Икс».
- «Люди Икс: Эволюция»

Шельма: кадр из сериала «Люди Икс: Эволюция»

В данном мультсериале Шельма (в одной из наиболее популярных озвучек переведена как Руж) не имеет способностей Мисс Марвел.
По началу она ведёт себя скрытно и недоверчиво, хотя всё же проявляет потребность в близости и общении с другими. Она является приёмной дочерью Мистик и сестрой Ночного Змея.
Будучи изначально в Братстве Мутантов, Шельма покидает их, узнав что её использовали, и присоединяется к Людям Икс. Какое-то время Шельма недолюбливает Джин Грей из-за её популярности. Шельма также проявляет романтический интерес к Циклопу, хотя эти чувства в дальнейшем проходят, а сам Циклоп начинает встречаться с Джин Грей.
В более поздних сериях Шельма пару раз сталкивается с Гамбитом. Впервые они встречают друг друга в эпизоде «День Расплаты».
В финальной серии Шельма и Росомаха проникают в логово Апокалипсиса. Она отключает силы злодея благодаря способностям, позаимствованным ранее у Пиявки, тем самым помогая спасти мир.  
- «Росомаха и Люди Икс»

Шельма: кадр из сериала «Росомаха и Люди Икс»

В этом мультсериале Шельма также не имеет способностей Мисс Марвел. Её озвучила Киерен ван ден Блинк.
По началу действия сериала Шельма обижена на Логана за то, что он постоянно пропадает. Он - единственный, к кому она испытывает определённые родственные чувства. Во время его очередного отъезда Шельма покидает Людей Икс. Какое-то время она находится сама по себе, в дальнейшем решая присоединиться к Братству Мутантов и начать принимать участие в их миссиях. Во время одной из них, она появляется в школе Ксавье и притворяется, что желает вернуться к Людям Икс, чтобы подставить их на одном из их заданий. Через некоторое время Шельма узнаёт о планах Ртути, которые тот скрывает от других членов Братства. Он не желает объяснять ей свои намерения. Отказываясь поддерживать его планы, Шельма покидает Братство и пытается вернуться к Людям Икс, в этот раз искренне. Она сообщает им о предстоящей атаке Братства Мутантов. Люди Икс считают, что она вновь пытается обмануть их, как и в прошлый раз. Росомаха решает запереть её в закрытом помещении и проверить достоверность её слов. В скором времени её предупреждение подтверждается. Во время атаки Шельму освобождают, и Логан извиняется перед ней за своё недоверие. Шельма самостоятельно нейтрализует одну из нападавших и вновь завоёвывает доверие Людей Икс. Во время одной из миссий она поглощает силы Джаггернаута и Китти Прайд, что позволяет ей обезвредить мутанта, с которым не справляются остальные Люди Икс. В финальной серии Шельма извиняется перед Логаном за то, что обижалась на него, и они наконец мирятся.
- «Марвел Аниме: Люди Икс»

В одной из сцен финального эпизода «Марвел Аниме: Люди Икс» Шельма кратко появляется рядом с Колоссом. У неё присутствуют способности Мисс Марвел.
Люди Икс 97'
Шельма появляется в продолжении мультсериала 90-х как один из основных персонажей. Здесь мы узнаем некоторые подробности её прошлого. Когда Шельма ещё была членом Братства Мутантов, она имела небольшой роман с Магнето, с которым её познакомила Мистик. Однако позже им пришлось расстаться. Когда Шельма посетила Геношу, Магнето сделал ей предложение быть его королевой, из-за чего у неё возник разлад с Гамбитом. На Геношу затем напал Дикий Страж, убивший множество мутантов. Гамбит так же погиб, пожертвовав собой, как предположительно и Магнето. Когда Магнето оказался жив и по новой выстроил Астероид М, Шельма присоединилась к его стороне. В последней серии сезона Шельма вместе с Магнето, Профессором Икс, Ночным Змеем и Зверем попали во времена Древнего Египта, где встретили молодого Эн Сабах Нура. 

### Фильмы
Анна Пэкуин сыграла Шельму в трилогии «Люди Икс». В русском дубляже она названа транслитерованным вариантом прозвища — Роуг. В фильмах она не имеет способностей Мисс Марвел. 

Анна Пакуин в роли Шельмы

- В фильме «Люди Икс» способности Шельма (настоящее имя — Мари) неожиданно активируются во время её первого поцелуя, в результате которого поцеловавший её парень впадает в трёхнедельную кому. Шельма решает покинуть родной дом и отправиться в Канаду. В одном из баров она знакомится с Росомахой. на следующее утро она пытается спрятаться в его грузовике, так как ей некуда податься, но он чует её при помощи своего усиленного обоняния. Поначалу он прогоняет её, но через пару минут он меняет своё решение. Во время поездки они узнают друг друга лучше. Внезапно на них нападает Саблезубый, протаранив грузовик стволом вырванного дерева. Логана выбрасывает из машины, так как он отказался пристёгивать ремень безопасности. Он поднимается со снега с глубокой раной на лбу, которая заживает за считанные секунды благодаря его исцеляющему фактору, что удивляет Шельму, которой доводится это увидеть. На место аварии прибывают Шторм и Циклоп. Они спасают Логана и Шельму, доставляя их в школу Чарльза Ксавье. Между тем Магнето строит машину, позволяющую ему превращать людей в мутантов. После того, как Эрик испытывает это устройство на сенаторе Келли, выясняется, что человеческий организм отвергает данные изменения, что приводит к плачевным последствиям. Машина работает лишь при использовании сил Магнето, при этом сильно ослабляя его, а возможно и представляя для него смертельную опасность. Эрик хочет использовать Шельму вместо себя, передав ей свои силы и таким образом обезопасив себя от побочных эффектов машины. Во время одной из ночей в школе Ксавье, Логана начинают мучить кошмары, в которых он видит фрагменты своего прошлого, включая воспоминания о болезненном процессе вживления в его тело металла адамантия. Шельма слышит, как он мучается. Она приходит в его комнату и пытается разбудить его. Логан, потерявший контроль над собой из-за своих кошмаров, внезапно просыпается и непреднамеренно пронзает её своими когтями. Осознав, что только что произошло, он зовёт на помощь. Шельма прикасается к нему, заимствует его исцеляющий фактор и таким образом выживает, но впоследствии чуть не убивает его. На следующий день Мистик принимает облик Человека-льда (в фильмах — Айсберг), с которым Шельма недавно подружилась. Она убеждает Мари в том, что после случая с Логаном все студенты напуганы, профессор в ярости, и Шельме следовало бы покинуть школу. Шельма верит ей и покидает особняк Ксавье, отправляясь на железнодорожный вокзал. Успев догнать Мари до того, как отправится её поезд, Логан убеждает её вернуться, но в этот момент на них нападает Магнето и, оглушив Логана, похищает Шельму. Он доставляет её к статуе Свободы и сообщает ей, что собирается превратить лидеров государств в мутантов ценой жизни Шельмы. Он помещает её внутрь устройства, находящегося в факеле статуи Свободы, и насильно передаёт ей свои способности. Во время действия машины Шельму то ли от огромного стресса, то ли от действия радиации, приобретает седые пряди волос. Люди Икс останавливают Магнето и разрушают машину, но Шельма не подаёт признаков жизни. Логан передаёт ей свой исцеляющий фактор, вследствие чего временно лишается своих способностей, получает сильные ранения и впадает в кому, но в итоге остаётся в живых. Оправившись от произошедшего, он решает уйти на поиски каких-либо зацепок, которые помогли бы ему разобраться в своём прошлом. Он оставляет Шельме свои военные жетоны и обещает вернуться за ними.
- В фильме «Люди Икс 2» Шельма начинает встречаться с Айсбергом, несмотря на то, что их отношения усложняются из-за природы её способностей. Во время нападения на школу Шельма, Логан, Бобби и Пиро сбегают по секретным тоннелям в гараж. Там они заимствуют машину Циклопа и решают направиться в дом Бобби в Бостоне. По пути Шельма возвращает Логану его военные жетоны. По прибытии Бобби знакомит Шельму и остальных со своими родителями, ранее не знавшими о том, что он - мутант, а также о том, что он обучается в школе Ксавье. Брат Бобби по какой-то причине решает тайком вызвать полицейских, один из которых оглушает Логана. Пиро атакует полицейских, воспламеняя их машины и распространяя пламя повсюду, не особо волнуясь о последствиях использования своих сил. Шельма поглощает его силы и тушит начатый им пожар, после чего Люди Икс улетают на Икс-Джете. Они попадают под воздушную атаку, вследствие которой происходит разгерметизация самолёта. Мощный поток воздуха выносит Шельму из салона, так как она не успевает вовремя пристегнуть ремни безопасности, но её тут же спасает Ночной Змей. Магнето ловит падающий Икс-Джет, и Люди Икс разбивают временный лагерь в лесу, заключив временный союз с Магнето и Мистик. По пути на очередную миссию Шельма спрашивает у Логана, где костюмы для неё и остальных юных Людей Икс, на что он по всей видимости шутливо отвечает, что они уже в пути и будут доставлены через пару лет. Магнето говорит Шельме, что ему и Мистик нравится то, что она сделала со своими волосами (намекая на то, что белые пряди появились благодаря ему). Шельма снимает перчатку, собираясь дотронуться до него, но Бобби отговаривает её. Во время операции на базе Уильяма Страйкера, Шельме, Айсбергу и Пиро велят ждать остальных в Икс-Джете. Пиро решает покинуть Людей Икс и присоединиться к Магнето. Шельма и Бобби пытаются переубедить его, но он их не слушает. Когда Люди Икс возвращаются, Шельме кое-как умудряется посадить в их близи Икс-Джет, по всей видимости не имея никакого опыта в его управлении. Шельма присутствует в кабинете президента, когда Люди Икс приходят к нему, чтобы организовать переговоры. Она отдаёт президенту папку Страйкера.
- В фильме «Люди Икс: Последняя битва» Шельма начинает проявлять интерес к новому лекарству от мутации, понимая, что оно позволит ей прикасаться к своему парню и другим людям без вреда для них. Бобби начинает дружить с Китти Прайд. Это заметно огорчает Шельму, так как она, скорее всего, подозревает его в измене. Шельма начинает вести себя более холодно по отношению к Бобби. По всей видимости, она считает, что её способности создают брешь между ними и делают их отношения невозможными. Спустя некоторое время погибает профессор Ксавье, и Китти скорбит о нём. Бобби видит это и решает ободрить её, пригласив её покататься на коньках на замороженном им фонтане. Шельма замечает их через окно, что становится для неё последней каплей. Она уходит из школы Ксавье, решив принять лекарство. Логан советует ей хорошо подумать, но она не меняет своего решения. Бобби обнаруживает, что её комната пуста. Он спрашивает мимо проходящего Колосса, где она, на что тот отвечает, что она покинула школу. Бобби отправляется на её поиски, пытаясь обнаружить её среди других мутантов, желающих получить лекарство, но безуспешно. В конце фильма Шельма возвращается в школу, где он встречает её. Она берет его за руку, не надев при этом перчатки и давая понять, что она приняла лекарство. В альтернативном варианте этой сцены она остаётся в перчатках, что наводит на мысль о том, что она передумала.
- В фильме «Люди Икс: Дни минувшего будущего» роль Шельмы вновь исполняет Анна Пакуин[17]. Первоначально она должна была принять более значительную роль в фильме, но в процессе монтажа почти все сцены с Шельмой были вырезаны. Осталась лишь одна сцена, где в самом финале фильма Шельма и Бобби держатся за руки (на этот раз она в перчатках)[18][19]. Таким образом, в изначально выпущенной в прокат версии фильма её персонаж остаётся лишь камео. Тем не менее, Шельма присутствует в большинстве рекламных материалов фильма[20][21]. Вырезанные сцены (в том числе и сцены с ней) были включены в DVD-издание фильма[22]. Из них выясняется, что во время событий будущего она была заложником в бывшем Институте Профессора Ксавье, где над ней проводились опыты с целью дальнейшего использования её способностей при ловле мутантов. В определённый момент Логан случайно ранит Китти своими когтями, в результате чего она начинает истекать кровью, рискуя потерять сознание, а вместе с тем и возможность удерживать разум Логана в прошлом. Бобби предлагает разыскать Шельму, чтобы она смогла позаимствовать способности Китти и заменить её. Магнето и Айсберг освобождают её, но Бобби жертвует собой в схватке со стражами, чтобы Эрик и Мари могли спастись. Профессор Ксавье забирает Магнето и Шельму на борт Икс-Джета. Они собираются возвратиться в убежище  выживших мутантов, однако во время побега их замечает страж. Им удаётся отбить атаку, но никто из них не осознает, что на корпусе самолёта осталась механическая рука, которой страж успел за него ухватиться, прежде чем был сбит (в дальнейшем это помогает стражам вычислить местоположение убежища мутантов и начать полномасштабную атаку на них). Прибыв к остальным мутантам, Шельма успешно заменяет Китти, со скорбью сообщив ей, что Бобби погиб. Мари приветствует Логана, несмотря на то, что он скорее всего не может её слышать. Однако, Логан произносит её имя, давая понять, что он чувствует её присутствие.

### Игры
- Шельма появляется во многих видеоиграх о Людях Икс. Она появилась в первых двух из игр Marvel vs. Capcom (в первой - в качестве персонажа поддержки, во второй - как играбельный персонаж). Она появилась в X-Men vs. Street Fighter, где её способности активировались при помощи специального приёма, позволяющего украсть движение противника. В Marvel vs. Capcom 2, она получает специальный аксессуар/атрибут для поглощения способностей противника. Цвета её костюма в этой игре были изменены. Во всех вышеперечисленных играх Шельма была озвучена Lenore Zann.
- Она появляется в X-Men (1993)[англ.] и X-Men 2: Clone Wars (1995) для Sega mega Drive/Genesis в качестве не играбельного, а призываемого персонажа. Во время призыва она летит ко врагу и бросается на него, что может серьёзно повредить или убить противника.
- Она появляется как играбельный персонаж в X-Men: Mojo World
- Она также появилась в X-Men: Mutant Academy 2 озвучена Megan Fahlenbock.
- Один из игровых персонажей в X-Men Legends и X-Men Legends II: Rise of Apocalypse.
- Один из персонажей X-Men: The Ravages of Apocalypse.
- Один из игровых персонажей в MMORPG Marvel Heroes[англ.]. В этой игре Шельма может поглощать силы как у врагов, так и у союзников, а также имеет способности Мисс Марвел.
- Шельма является гостевым персонажем в компьютерной игре Deadpool. В одной из миссий Дэдпул позволяет ей поглотить его силы, но контакт длится слишком долго, в результате чего Шельма впитывает в себя его разум, что вынуждает игрока некоторое управлять ей.
- Шельма является играбельным персонажем в игре Marvel. Contest of Champions.
- Шельма является экипировкой в игре мультиплеерной игре Fortnite(2017). Входит в набор "Шельма и Гамбит"(первое появление: 1 сезон 3 глава, а именно 26 февраля 2022 года). В набор Шельмы(без Гамбита) входят: сама "Шельма"(с описанием "Роковая красотка-мутант"), украшение на спину "Символ школы профессора Ксавьера"(с описанием "Хранит в себе дух школы"), инструмент "Голографический Икс-Топор"(с описанием "Снят со стен комнаты страха"), дельтаплан "Икс-Джет"(с описанием "Скотт ведь в курсе, что мы его одолжили?"), эмоцию "Руки прочь"(с описанием "Держи руки при себе, дорогуша") и экран загрузки "Шельма и Гамбит"(с описанием "Сила диких сердец").